# Yu Xu
Yu Xu (chino: 余旭; n. marzo de 1986 – f. 12 de noviembre de 2016) fue una piloto de combate china que ejerció como líder de escuadrón de vuelo en el equipo acrobático del 1.º de Agosto de la Fuerza Aérea del Ejército Popular de Liberación.

## Primeros años y educación
Yu nació en Chengdu, la capital de la provincia de Sichuan, al suroeste de China. Yu ingresó al ejército como estudiante en la Universidad de Aviación de la Fuerza Aérea de la PLA en 2005, y se graduó en 2009. Dieciséis mujeres —incluyendo Yu— se habían graduado ese año, lo que la hizo una de las primeras mujeres certificadas para volar aviones de combate.

## Carrera
Yu se unió a la Fuerza Aérea del Ejército Popular de Liberación en septiembre de 2005. Apareció con otras mujeres pilotos en la Gala de Año Nuevo de 2010. En 2012, fue certificada para volar el avión Chengdu J-10.

## Fallecimiento
Yu falleció durante una sesión de entrenamiento acrobático el 12 de noviembre de 2016 después de estrellarse con otro avión mientras era eyectada del J-10. Sin embargo, la prensa informó que no pudo eyectarse a tiempo de su avión antes de que impactara con el suelo. Citando fuentes militares y testigos, dijo que Yu fue expulsada de su avión después de que colisionara con otro durante el entrenamiento. Después de la eyección, el ala de otro avión golpeó a Yu, matándola, según un informe de China Daily. El copiloto de Yu eyectó con seguridad y sobrevivió, según el informe. El otro avión también aterrizó de manera segura. En Weibo, Yu fue nombrada como una héroe. «Yu Xu es nuestra piloto más orgullosa. Su muerte es una gran pérdida para nuestro país», escribió un internauta. Sus cenizas fueron llevadas al centro deportivo de Chongzhou para una conmemoración pública: 360 000 personas de todo el país asistieron y colocaron flores fuera de la sala de luto.